# Max Woosnam
Maxwell „Max“ Woosnam (* 6. September 1892 in Liverpool; † 14. Juli 1965 in Westminster) war ein britischer Sportler. Er reüssierte vor allem als Tennis- und Fußballspieler, erzielte aber auch bei anderen Sportarten beeindruckende Erfolge, sodass er teilweise als „größter Sportler Großbritanniens“ bezeichnet wurde. Bei den Olympischen Spielen 1920 gewann er eine Gold- und eine Silbermedaille im Tennis.

## Werdegang
Woosnam wurde in eine wohlhabende Familie in Liverpool geboren. Sein Vater, Max Woosnam senior, war Kanoniker von Chester sowie Archidiakon von Macclesfield. Die Familie Woosnam gehörte dem Landadel an und kam aus Cefnllysgwynne, Brecknockshire in Wales bzw. ursprünglich aus Montgomeryshire. Seine Kindheit verbrachte Woosnam hauptsächlich im kleinen Dorf Aberhafesp.
Während seiner Zeit am Winchester College wurde Woosnam Kapitän der Golf- und Cricketmannschaft und spielte zudem Fußball und Squash. Danach studierte Max Woosnam junior an der University of Cambridge, die er ebenfalls in zahlreichen Sportarten bei Wettkämpfen vertrat. Zu den vorherigen Sportarten kamen noch Rasen- und Real Tennis sowie Snooker hinzu. Beim Golf war er ein Scratch-Golfer, also mit einem Handicap von 0 oder besser ausgestattet.
Im Ersten Weltkrieg kämpfte er an der Seite von Siegfried Sassoon sowohl an der Westfront als auch bei der Schlacht von Gallipoli. Auch während des Kriegs nahm er an Sportevents teil. Das Fußballteam Corinthian FC trat etwa gegen Soldaten in einem Spiel an. Zudem kam es im Queen’s Club zu Matches zwischen Soldaten und Tennisspielern des dortigen Vereins. Nach dem Krieg im Jahre 1919 schloss Woosnam sein Studium ab. Er arbeitete bis zu seinem Ruhestand 1954 für Imperial Chemical Industries, wo er es bis zum Board of Directors schaffte. Zeit seines Lebens lehnte er ab Profisportler zu werden. Diese Idee sowie Interviews zu geben und dort über sich selbst zu sprechen bezeichnete er als „vulgär“.

## Karriere

### Fußballkarriere
Schon 1913, vor dem Krieg, spielte Woosnam als Amateur beim Londoner Verein Corinthian FC. Auf einer Reise nach Brasilien, um mit dem Verein dort Fußball zu spielen, erreichte sie die Nachricht, dass der Krieg ausgebrochen war, sodass sie postwendend wieder nach England zurückkehren mussten. Nach dem Krieg wechselte er zum FC Chelsea, wie der Corinthian FC eine erfolgreiche und spielstarke Mannschaft. Bereits nach drei Spielen für Chelsea wechselte Woosnam erneut, diesmal zu Manchester City, für das er Anfang 1920 sein Debüt gab. Grund dafür war sein berufsbedingter Umzug nach Manchester. Zunächst nahm er nur an Heimspielen teil, da er anderen Verpflichtungen nachgehen musste. Nach einer 0:3-Niederlage gegen Leicester City im FA Cup 1919/20 wies ihn sein Arbeitgeber Crossley Brothers nach Protesten an, von nun an kein Spiel mehr zu verpassen. Die Saison 20/21 schloss die Mannschaft nach 1904 das zweite Mal als Vizemeister ab. Woosnam wurde auf Empfehlung seiner Mitspieler sogar zum Kapitän der Mannschaft ernannt, was für einen Amateurspieler unter Profis sehr ungewöhnlich war. 1922 spielte Woosnam sein einziges Spiel für die englische Fußballnationalmannschaft, das die Mannschaft mit 1:0 gegen Wales gewann. Schon 1920 sollte er Kapitän des britischen Teams beim olympischen Fußballturnier werden. Woosnam wäre auch für die englische Fußballmannschaft nominiert gewesen, sah jedoch aus Zeitgründen davon ab, in einer zweiten Sportart bei den Spielen anzutreten. Von 1920 bis 1925 spielte Woosnam insgesamt 95 Spiele für Manchester City und schoss fünf Tore. Neben Manchester City spielte Woosnam ab Ende 1924 wegen seiner Beschäftigung bei Imperial Chemical Industries auch für Northwich Victoria in der regionalen Cheshire County League. Komplikationen infolge eines gebrochenen Beins im Jahr 1923 sowie andere Verpflichtungen veranlassten ihn seine Fußballkarriere im Februar 1926 zu beenden.

### Tenniskarriere
Parallel zu seiner Fußballkarriere war Woosnam im Tennis aktiv und sogar sehr erfolgreich. 1919 erfolgte die erste von vier Teilnahmen am ehrwürdigen Turnier in Wimbledon. Als Verlierer der zweiten Runde durfte er an der Trostrunde teilnehmen, wo er das Finale erreichte. Im Einzel war sein Lauf ins Viertelfinale von Wimbledon 1923, wo er Brian Norton unterlag, das beste Resultat. Bis zu seinem letzten Turnier im Einzel 1927 sind drei Turniersiege überliefert, darunter 1926 ein Turniersieg in Liverpool.
Größere Erfolge erzielte Woosnam im Doppel und Mixed-Doppel. Bei den Olympischen Spielen 1920 in Antwerpen gewann er in der Doppelkonkurrenz gemeinsam mit Oswald Turnbull die Goldmedaille. Im Finale besiegten sie die Japaner Kashio Seiichirō und Kumagai Ichiya in vier Sätzen mit 6:2, 5:7, 7:5, 7:5. Im gemischten Doppel trat er mit Kathleen McKane an und erreichte auch mit ihr das Finale. Gegen Suzanne Lenglen und Max Décugis aus Frankreich blieben sie beim 4:6, 2:6 chancenlos und gewannen die Silbermedaille. Im Einzel schied er in der zweiten Runde aus. Bei den Olympischen Spielen 1924 in Paris trat Woosnam erneut an; er schied jedoch im Einzel in der dritten Runde und im Doppel in der ersten Runde aus. 1921 gewann Woosnam zudem die Doppelkonkurrenz von Wimbledon, als er mit Randolph Lycett das Geschwisterpaar Arthur und Gordon Lowe mit 6:3, 6:0, 7:5 besiegen konnte. Im selben Jahr erreichte er mit Phyllis Covell auch im gemischten Doppel das Finale. Sie unterlagen Elizabeth Ryan und Woosnams Partner im Doppel, Lycett, glatt 3:6, 1:6.

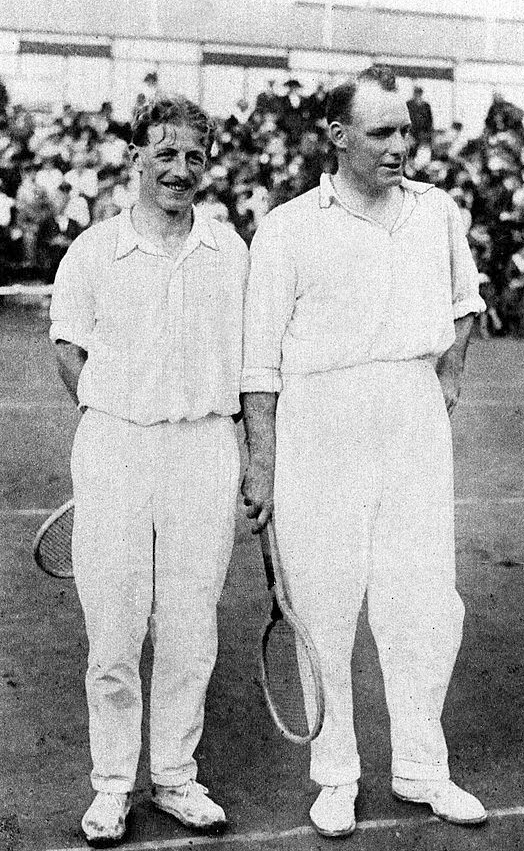
Woosnam (links) und Turnbull 1920 bei den Olympischen Spielen

Zwischen 1921 und 1924 spielte Woosnam sechs Begegnungen für die britische Davis-Cup-Mannschaft. Seine Bilanzen sind im Einzel mit 1:1 und im Doppel mit 3:3 jeweils ausgeglichen. Er war für lange Jahre Kapitän der britischen Mannschaft.

### Weitere Sportarten
Er schlug den Schauspieler Charlie Chaplin nach der Davis-Cup-Begegnung in den USA in einem Tischtennisspiel, bei dem er selbst nur mit einem Buttermesser spielte. Beim Snooker soll er zudem ein Maximum Break von 147 geschafft haben.

## Tod und Vermächtnis
Woosnam starb 1965 an Respiratorischer Insuffizienz. Er war sein Leben lang ein starker Raucher gewesen. Er hinterließ drei Kinder.
Eine Chronik seines Lebens wurde 2006 von Mick Collins unter dem Titel All-Round Genius: The Unknown Story of Britain's Greatest Sportsman veröffentlicht.

## Erfolge (Auswahl)
| Legende (Anzahl der Siege) |
| Grand Slam (1)             |
| Olympische Spiele (1)      |
| Sonstige Turniere          |

| Titel nach Belag |
| ---------------- |
| Hartplatz (0)    |
| Sand (0)         |
| Rasen (2)        |

### Doppel

#### Turniersiege
| Nr. | Jahr            | Turnier   | Belag | Partner         | Finalgegner                           | Endergebnis        |
| --- | --------------- | --------- | ----- | --------------- | ------------------------------------- | ------------------ |
| 1.  | 24. August 1920 | Antwerpen | Rasen | Oswald Turnbull | Kashio Seiichirō Kumagai Ichiya       | 6:2, 5:7, 7:5, 7:5 |
| 2.  | 2. Juli 1921    | Wimbledon | Rasen | Randolph Lycett | Chuck Garland Richard Norris Williams | kampflos           |

### Mixed

#### Finalteilnahmen
| Nr. | Jahr            | Turnier   | Belag | Partnerin               | Finalgegner                    | Endergebnis |
| --- | --------------- | --------- | ----- | ----------------------- | ------------------------------ | ----------- |
| 1.  | 24. August 1920 | Antwerpen | Rasen | Kathleen McKane Godfree | Suzanne Lenglen Max Décugis    | 4:6, 2:6    |
| 2.  | 2. Juli 1921    | Wimbledon | Rasen | Phyllis Howkins         | Randolph Lycett Elizabeth Ryan | 3:6, 1:6    |